# Голас Любаншчыны
«Го́лас Лю́баншчыны» — районная массово-политическая еженедельная газета Любанского района Минской области, одно из старейших региональных печатных изданий Беларуси. Издается на белорусском и русском языках.
Первый номер газеты вышел 15 августа 1932 года под названием «Калгаснік Любаншчыны». Одной из основных функций издания было освещение политики коллективизации в Любанском районе.
С 1942 года под названием «Кліч Радзімы» (Зов Родины) совместно с республиканскими газетами «Звязда» и «Чырвоная змена» издавалась на острове Зыслов — одной из основных баз партизанского движения Минской области.
После войны издавалась под названием «Будаўнік камунізму». Около 40 лет в газете работал, а в 1950—1951 гг. возглавлял ее писатель Иван Андреевич Муравейко — почетный гражданин Любанского района, член Союза писателей Беларуси, Заслуженный работник культуры Республики Беларусь, награжденный медалью Франциска Скорины.
Современное название газета получила в 1991 году.
Газета в 2007 году награждена Почётной грамотой Национального собрания Республики Беларусь.